# Lupita Sandoval
Lupita Sandoval (Ciudad de México, 19 de noviembre de 1954) es una actriz, comediante y guionista mexicana. Ha trabajado en televisión, cine, teatro, comerciales, y escribió junto a su exesposo, Fred Roldán, varias producciones tanto musicales como puestas.  

## Carrera
Inicio sus estudios en la Ciudad de México, donde se interesó en varias profesiones. Después de la década de los 60, en 1972 inicia su trayectoria en varias artes escénicas. En 1980, hace su debut en la televisión con El combate. Sandoval fue más recordada por el público en ¡Cachún Cachún Ra Ra!, su segundo drama en televisión.
Ha participado en las telenovelas Amor en Custodia, Vidas robadas y La impostora, esta última la más reciente. Su exesposo, Fred Roldán en 1997 inauguró el Centro Cultural Roldán Sandoval, destacando participación también de la actriz.
También participó en películas como: Don ratón y don ratero, Adiós Lagunilla, adiós y El día de los albañiles II. También ha realizado varias cintas. Se le han entregado varios reconocimientos gracias a su larga trayectoria. En noviembre de 2013, la Asociación Nacional de Actores (ANDA), le hace entrega de la medalla Virginia Fábregas, por 25 años de trayectoria.

## Filmografía

### Telenovelas
Telemundo
- La impostora (2014) - Doña María "Tita" González

TV Azteca
- Vidas robadas (2010) - Saturnina
- Amor en custodia (2005) - Nora
- El país de las mujeres (2002) - Sagrario
- Besos prohibidos (1999) - Petra
- Al norte del corazón (1997) - Carla

Televisa
- Entre la vida y la muerte (1993) - Carlota
- María Mercedes (1992) - Sara
- Días sin luna (1990) - Rosario "Chayito"
- Carrusel (1989-1990) - Dorotea
- Martín Garatuza (1986) - Andrea
- Gabriel y Gabriela (1982)
- El combate (1980) - Lupita

### Películas
- Five colors (2011)
- Un tigre en la cama (2009)
- Club eutanasia (2005) - Agente Pacheco
- Sofía (2000) - Vendedora Helados
- Salud, dinero y amor (2000)
- Si me las dan me las tomo (1989) - Chona
- El cartero alburero (1989) - Esponta verderona
- Pero sigo siendo el rey (1988)
- El día de los albañiles II (1985)
- Mexicano ¡Tú puedes! (1985) - Lucha
- Fiebre de amor (1985)
- ¡¡Cachún cachún ra-ra!! (Una loca, loca, preparatoria) (1984) - Nelly Alpuche / Petunia
- Adiós lagunilla, adiós (1984)
- Don Ratón y don Ratero (1983) - Enfermera

### Series / Unitarios / Programas
TV Azteca
- Lotería del crimen (2022-2024) - Marieta «Mari» Martínez[2]
- Un día cualquiera (2016)
- Soy tu doble (2014)
- La niñera (2007)
- Lo que callamos las mujeres (2001/2005/2009)

Televisa
- ¿Tú crees? (2024) - Lupita
- Gloria Trevi: ellas soy yo (2023) - La Corcholata
- Tal para cual (2022) - Pachita[3]
- Esta historia me suena (2021) - La Diabla
- Vecinos (2021) - Laura
- Desde Gayola (2002) - Menchu
- Cuentos para solitarios (1999)
- Aquí esta la Chilindrina (1994) - Sor Beba
- Dos mujeres en mi casa (1984)
- Cachún cachún ra ra! (1981) - Petunia

### Teatro / Artes Escénicas
- Los huevos de mi madre - 2019
- Bella y Bestia, el alma que enamora al corazón - 2013 - (La Sra. Té)
- Luna de miel para siempre
- Gorda ¿Yo? - 2016
- El patito feo
- Bella y Bestia, el musical
- Pinocho
- Don Juan Tenorio - (Brígida)

### Videohomes
- La fórmula de Rasputín (2001)
- 3 en 1 (1998)
- El que hambre tiene en bizcocho piensa (1996)

### Cortometrajes
- Goya's Memory (2013) - Goya (voz)

### Trabajos con Fred Roldán[4]
Los trabajos que se han presentado en el Centro Cultural Roldán Sandoval, en el que se encuentra ella y Fred Roldán. También ha participado en varias obras y artes escénicas y en una participa su hijo, Fred. Sandoval, ha participado en otras obras, con otras fundaciones. También escribió una obra en la que ella también trabajó
- Santa
- El arca de Noé
- El hombre elefante
- El jorobado de Nuestra Señora de Paris
- La Bella Durmiente
- El patito feo
- Don Juan Tenorio
- Es mi vida
- La reina del show
- Pinocho
- Cenicienta
- La Sirenita
- Pulgarcito
- Un cuento de Navidad
- La historia de Gazapo
- Y llegaron las brujas

### Como escritora
- ¡¡Cachún cachún ra-ra!! (Una loca, loca, preparatoria)
- Luna de miel para siempre